# Apartadó

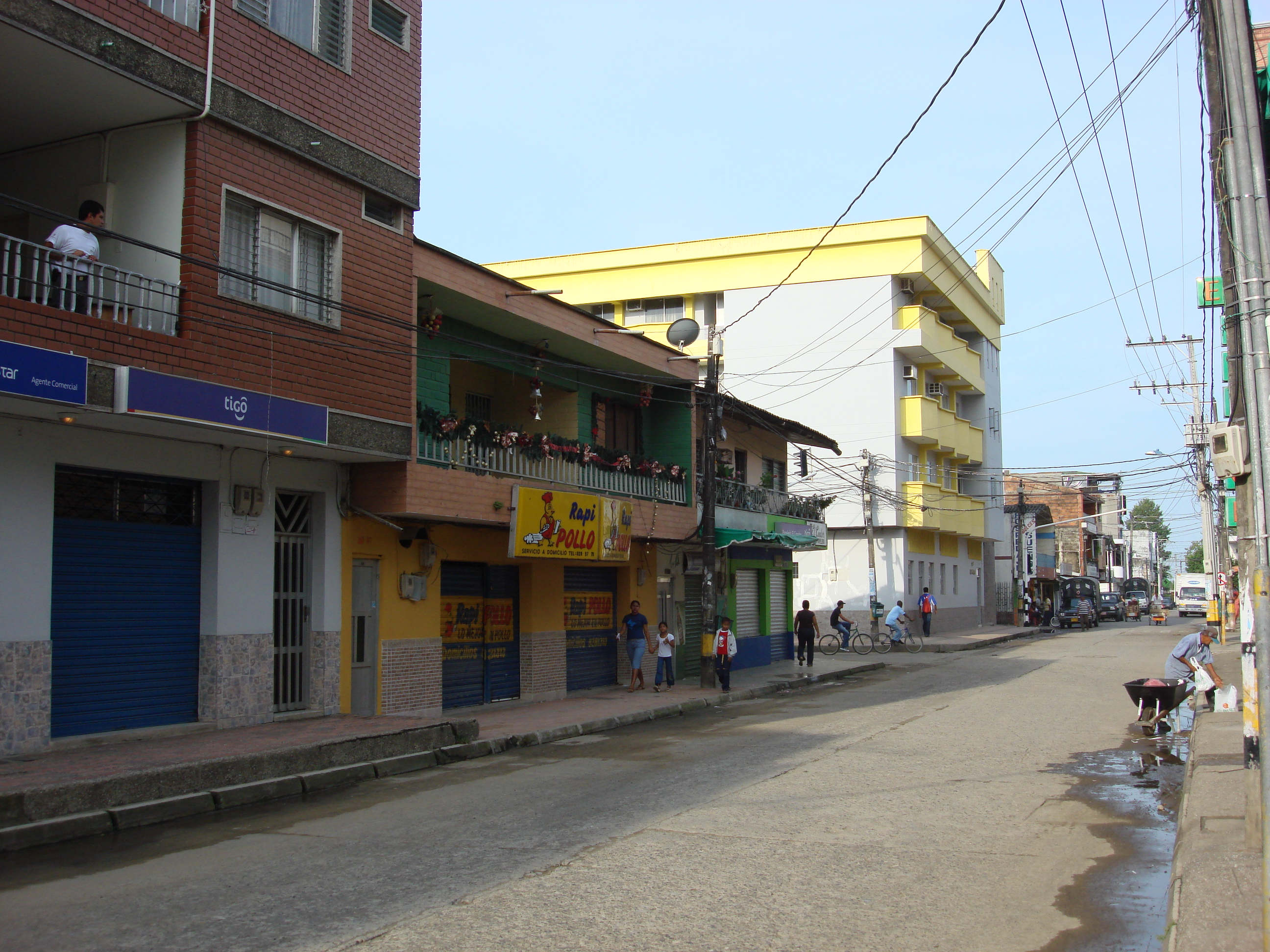
Rua de Apartadó

Apartadó é uma cidade e município da Colômbia, no departamento de Antioquia. Dista 485 quilômetros de Medellín, a capital do departamento, e possui uma superfície de 600 quilômetros quadrados.